# 爆発感染 レベル5
『爆発感染 レベル5』（ばくはつかんせん レベル5、原題：Pandemic）は、アメリカ合衆国のケーブルテレビ局ホールマーク・チャンネルが制作したテレビ映画。アメリカ合衆国では2007年5月26日に本放送が行われた。
日本ではビデオスルーとして、2008年1月11日にDVDが発売された。

## あらすじ
ロサンゼルス行きの飛行機で、乗客が新種のウイルスに感染して死亡した。その飛行機はそのままロサンゼルスに到着し、ウイルスは飛行機に乗って拡散していった。

## キャスト
※括弧内は日本語吹替
- カイラ・マーティン博士 - ティファニー・ティーセン（恒松あゆみ）
- リリアン・シェーファー知事 - フェイ・ダナウェイ（一城みゆ希）
- リチャード・デラサンドロ市長 - エリック・ロバーツ（田中正彦）
- トロイ・ウィットロック - ヴィンセント・スパーノ（家中宏）
- ケネス・フリードランダー - ブルース・ボックスライトナー
- マックス・ソーコスキー博士 - ボブ・ガントン (岩田安生)
- カール・ラトナー博士 - フレンチ・スチュワート (相馬幸人)
- エドワード・ヴィセンテ - マイケル・マッシー (巻島直樹)
- ジャック・ヘンドラー - ロバート・カーティス・ブラウン (高橋翔)
- ピート・サンプソン - シャショウニー・ホール
- ギビー・スモラック - スティーヴン・ラムゼイ
- アリア・ボーテフェルト - ジョー・チャンパ
- キャスリン・ハドーン - ルネ・テイラー
- エイムス・スミス - カイル・サールス
- リック・フォックスホーヴェン - スコット・マイケル・キャンベル
- チャック・ウェスリー博士 - ロン・パーキンス
- ケンジ・イトウ博士 - クライド・クサツ
- メリッサ・ロー - タムリン・トミタ

## 受賞歴
ブライス・ゼイベルとジャッキー・ゼイベルは、2008年にこの番組で全米脚本家組合賞を受賞した。